# Eutelia diapera
Eutelia diapera là một loài bướm đêm trong họ Noctuidae.